# Théophile-Jules Pelouze

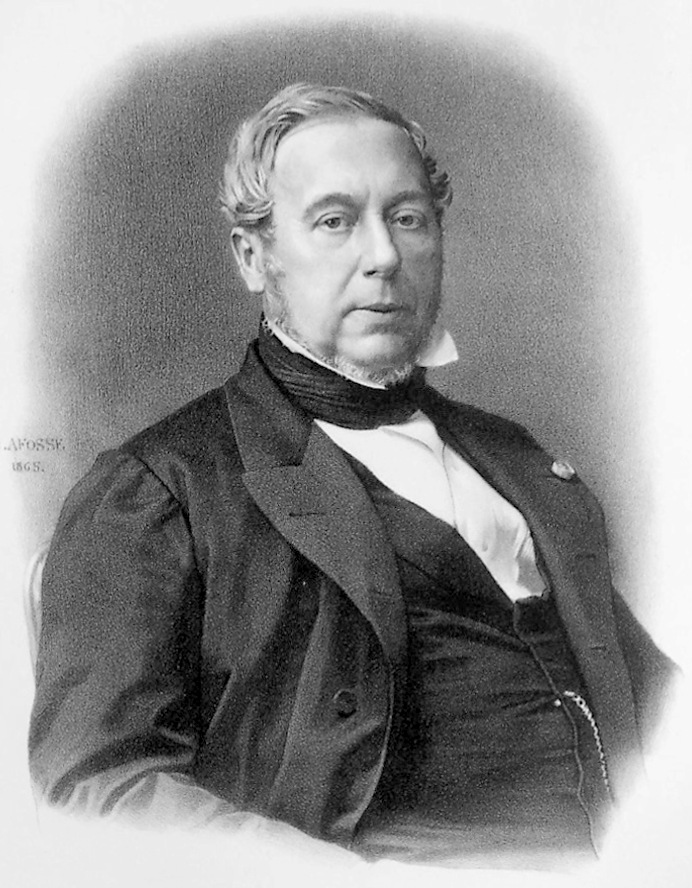
Théophile-Jules Pelouze

Théophile-Jules Pelouze (* 26. Februar 1807 in Valognes; † 31. Mai 1867 in Paris) war ein französischer Chemiker.
Sein Vater war der Chemie-Industrielle Edmond Pelouze.
Pelouze arbeitete mit Joseph Louis Gay-Lussac zusammen, bei dem er Assistent war, und dessen Nachfolger an der École polytechnique er von 1839 bis 1845 war. Weiterhin führte Pelouze Projekte mit Justus Liebig durch. Er lehrte am Collège de France, am „Muséum d'histoire naturelle“ und ab 1830 an der Universität Lille, wo er die Zuckerrübe untersuchte. Pelouze entwickelte auch einen Sprengstoff. Pelouze experimentierte mit der von Christian Friedrich Schönbein entdeckten Schießbaumwolle. Der Entdecker des Nitroglycerins Ascanio Sobrero war sein Schüler (wie auch Alfred Nobel). Mit sehr hoher Genauigkeit bestimmte er das Atomgewicht mehrerer Elemente.
1837 wurde er zum Mitglied der Académie des sciences gewählt. Ab 1851 war er korrespondierendes Mitglied der Preußischen Akademie der Wissenschaften und ab 1856 der Russischen Akademie der Wissenschaften in Sankt Petersburg und der Göttinger Akademie der Wissenschaften. 1858 wurde er auswärtiges Mitglied der Bayerischen Akademie der Wissenschaften.
Er ist auf dem Eiffelturm verewigt, siehe: Die 72 Namen auf dem Eiffelturm.